# Belgische Fußballnationalmannschaft der Frauen/Europameisterschaften
Der Artikel beinhaltet eine ausführliche Darstellung der belgischen Fußballnationalmannschaft der Frauen bei Europameisterschaften und den Qualifikationen dazu. Belgien nahm an allen Qualifikation teil, spielte aber zeitweise in der B-Kategorie, so dass keine direkte Möglichkeit bestand sich zu qualifizieren. Belgien konnte sich erstmals im September 2016 für die 2017 stattgefundene Endrunde qualifizieren, schied dort aber in der Vorrunde aus.

## Übersicht
| Jahr | Gastgeberland     | Teilnahme bis...   | Gegner                          | Ergebnis | Trainer                | Bemerkungen und Besonderheiten |
| ---- | ----------------- | ------------------ | ------------------------------- | -------- | ---------------------- | --- |
| 1984 | keine Endrunde    | nicht qualifiziert |                                 |          |                        | In der Qualifikation an Dänemark gescheitert. |
| 1987 | Norwegen          | nicht qualifiziert |                                 |          |                        | In der Qualifikation an Titelverteidiger Schweden gescheitert.                                                                                     |
| 1989 | Deutschland       | nicht qualifiziert |                                 |          |                        | In der Qualifikation an Frankreich gescheitert, das sich aber auch nicht qualifizieren konnte.                                                     |
| 1991 | Dänemark          | nicht qualifiziert |                                 |          |                        | In der Qualifikation am späteren Vizeeuropameister Norwegen gescheitert.                                                                           |
| 1993 | Italien           | nicht qualifiziert |                                 |          |                        | In der Qualifikation am späteren Europameister Norwegen gescheitert.                                                                               |
| 1995 | keine Endrunde    | nicht qualifiziert |                                 |          |                        | In der Qualifikation an England gescheitert. |
| 1997 | Norwegen/Schweden | nicht qualifiziert |                                 |          |                        | Als Teilnehmer der B-Kategorie keine Möglichkeit sich zu qualifizieren, aber Aufstieg in die A-Kategorie für die WM-Qualifikation geschafft.       |
| 2001 | Deutschland       | nicht qualifiziert |                                 |          |                        | Als Teilnehmer der B-Kategorie keine Möglichkeit sich zu qualifizieren und Aufstieg in die A-Kategorie in den Playoffs gegen die Schweiz verpasst. |
| 2005 | England           | nicht qualifiziert |                                 |          |                        | In der Qualifikation als Gruppenletzter an Dänemark, Norwegen, der Niederlande und Spanien gescheitert.                                            |
| 2009 | Finnland          | nicht qualifiziert |                                 |          |                        | In der Qualifikation als Gruppenvorletzter an Titelverteidiger Deutschland, der Niederlande und der Schweiz gescheitert.                           |
| 2013 | Schweden          | nicht qualifiziert |                                 |          |                        | In der Qualifikation als Gruppendritter an Norwegen und Island gescheitert.                                                                        |
| 2017 | Niederlande       | Vorrunde           | Dänemark, Norwegen, Niederlande |          | Ives Serneels          | Als Gruppendritter ausgeschieden |
| 2022 | England           | Viertelfinale      | Schweden                        |          | Ives Serneels          | In der Qualifikation Gruppensieger vor der Schweiz. Bei der Endrunde trafen die Belgierinnen auf Frankreich, Island und Italien.                   |
| 2025 | Schweiz           | Vorrunde           | Italien, Spanien, Portugal      |          | Elísabet Gunnarsdóttir | Als Play-off-Sieger gegen die Ukraine qualifiziert                                                                                                 |

## Die Turniere

### EM 1984
Für die erste Europameisterschaft hatten nur 16 Mannschaften gemeldet und die Einteilung der Qualifikationsgruppen erfolgte nach geographischen Gesichtspunkten. Die belgische Mannschaft traf daher in der Qualifikation auf Dänemark, Deutschland und die Niederlande. Die Belgierinnen gewannen in ihrem ersten Pflichtspiel mit 3:2 gegen die Niederlande. In den restlichen Spielen reichte es aber nur noch zu drei Remis. Damit waren sie als Gruppenletzte aber immerhin punktgleich mit dem späteren Rekordeuropameister Deutschland, der die Qualifikation ebenfalls verpasste.

### EM 1987
In der Qualifikation für die zweite EM-Endrunde trafen die Belgierinnen auf Titelverteidiger Schweden sowie die beiden Nachbarn Niederlande und Frankreich, gegen die die Heimspiele mit jeweils 3:1 gewonnen wurden. Da die anderen Spiele alle verloren wurden, schieden die Belgierinnen als Gruppendritte aus.

### EM 1989
Diesmal trafen die Belgierinnen auf Frankreich, die Tschechoslowakei, Spanien und Bulgarien. Belgien verlor zwar nur das Heimspiel gegen den Nachbarn und in Spanien, konnte aber auch nur die Heimspiele gegen Bulgarien und Spanien gewinnen. In den anderen vier Spielen wurden die Punkte geteilt, so dass Belgien am Ende mit einem ausgeglichenen Punktekonto Dritter wurde und damit das Weiterkommen verpasste.

### EM 1991
In der Qualifikation trafen die Red Flames auf Norwegen, England und Finnland, gegen das im letzten Spiel mit 1:0 der einzige Sieg und das einzige Tor gelang. Als Gruppenletzte verpassten sie damit das Viertelfinale.

### EM 1993 in Italien
An der Qualifikation für die fünfte EM nahmen schon 23 Mannschaften teil, darunter auch wieder Belgien. Um sich für das Viertelfinale zu qualifizieren, musste Belgien in der Gruppenphase wieder gegen Norwegen und diesmal die Schweiz spielen. Belgien begann mit einem torlosen Remis im Heimspiel gegen die Schweiz, gewann dann in der Schweiz mit 1:0 und erreichte im Heimspiel gegen Norwegen ein 0:0. Durch eine 0:8-Niederlage in Norwegen wurde aber das Viertelfinale verpasst. Norwegen konnte dann bei der Endrunde in Italien den Titel gewinnen.

### EM 1995
Bereits 1993 begann mit 29 Mannschaften die Qualifikation für die nächste Europameisterschaft, die wieder und letztmals ohne Endrunde ausgetragen wurde. Belgien traf erstmals auf Slowenien, gegen das die einzigen Siege gelangen, sowie auf England und Spanien, gegen das beim 0:0 im Heimspiel noch ein weiterer Punktgewinn gelang. Als Gruppendritte verpassten die Belgierinnen aber die Endrunde.

### EM 1997 in Norwegen
Im Herbst 1995 begann die Qualifikation für die nächste EM-Endrunde für die nun schon 34 Mannschaften gemeldet hatten und die erstmals mit acht Mannschaften ausgetragen wurde. Auf Grund der unterschiedlichen Spielstärke der gemeldeten Mannschaften wurde die Qualifikation in zwei Kategorien eingeteilt. Die 16 stärksten Mannschaften, zu denen Belgien nicht gehörte, spielten um die direkte Qualifikation, die 18 schwächeren Mannschaften um die Möglichkeit bei der nächsten Qualifikation in der höheren Kategorie zu spielen. Belgien konnte sich mit sieben Siegen gegen die Färöer, gegen die erstmals gespielt wurde, Irland, Schottland und Wales und einem Remis in Wales für die Relegation um den Aufstieg in die A-Kategorie qualifizieren. Hier setzten sie sich mit 3:1 und 2:1 gegen die Slowakei durch. Damit durften sie in der Qualifikation für die WM 1999 in der A-Kategorie spielen, stiegen aber anschließend, nachdem sie kein Spiel gewinnen konnten und nur ein Remis erreichten wieder in die B-Kategorie ab.

### EM 2001 in Deutschland
In der Qualifikation für die EM 2001 spielten die Belgierinnen wieder nur in der Kategorie B und hatten damit erneut von vornherein keine Chance sich zu qualifizieren. Sie konnten sich aber mit Siegen gegen Polen und Österreich, gegen die erstmals gespielt wurde, sowie Wales und nur einem Remis in Polen als Gruppensieger für die Relegationsspiele um den Aufstieg in die A-Kategorie für die Qualifikation zur Fußball-Weltmeisterschaft der Frauen 2003 qualifizieren. Hier trafen sie auf die Schweiz. Nach einem 1:1 im Heimspiel und einem 0:0 in der Schweiz hatten sie aber den Aufstieg aufgrund der Auswärtstorregel verpasst.

### EM 2005 in England
Für die EM 2005 wurde der Gastgeber erstmals vorab festgelegt und England erhielt den Zuschlag für die Austragung. Belgien hatte sich als bester Gruppenzweiter der B-Kategorie der Qualifikation für die WM 2003 für die A-Kategorie qualifiziert und musste in der Qualifikation in einer von vier Fünfergruppen gegen Dänemark, die Niederlande, Norwegen und Spanien antreten. Die Belgierinnen konnten nur das Heimspiel gegen Spanien gewinnen (2:0), hatten aber zuvor in Spanien mit 1:9 ihre höchste Länderspielniederlage kassiert und verloren auch alle anderen Spiele. Damit wurden sie nur Gruppenletzte und hätten in Relegationsspielen gegen einen Gruppensieger der B-Kategorie antreten müssen. Diese wurden aber von der UEFA abgesagt, da die unterschiedlichen Kategorien abgeschafft wurden.

### EM 2009 in Finnland
Die EM 2009 fand in Finnland statt. Erstmals nahmen zwölf Mannschaften am Turnier teil. Geändert wurde auch der Qualifikationsmodus. Die 1. Qualifikationsrunde bestritten nur die 20 schwächsten Nationalmannschaften. Belgien musste erst in der zweiten Qualifikations-Runde eingreifen und traf in einer Fünfergruppe auf Titelverteidiger Deutschland, die Schweiz, den Nachbarn Niederlande und Wales. Belgien konnte nur die Spiele gegen Wales und das Heimspiel gegen die Schweiz gewinnen und wurde am Ende Vierter, hatte aber nur zwei Punkte weniger als die zweitplatzierten Niederländerinnen, die sich über die Playoffs erstmals für die Endrunde qualifizierten. Verspielt wurde der Weg in die Playoffs letztlich durch eine 0:3-Niederlage in den Niederlanden im letzten Spiel.

### EM 2013 in Schweden
Die EM 2013 fand zum zweiten Mal in Schweden statt. Wieder wurde die Qualifikation von den schwächeren Mannschaften begonnen, diesmal aber nur von den acht schwächsten Teams. Belgien musste wieder erst in der zweiten Runde eingreifen und wurde der Gruppe mit Norwegen zugelost. Weitere Gegner waren Bulgarien, Nordirland und Ungarn sowie erstmals Island. Im März 2011 hatte Ives Serneels die Mannschaft übernommen und die Belgierinnen verloren nur beide Spiele gegen Gruppensieger Norwegen, mussten Island, gegen das das Heimspiel gewonnen wurde aber den Vortritt auf Platz 2 lassen, da sie in Island nur ein 0:0 erreichten und im Heimspiel gegen Nordirland beim 2:2 Punkte liegen ließen.

### EM 2017 in den Niederlanden

Startaufstellungen im ersten Endrundenspiel der Belgierinnen

Die EM 2017 fand in den Niederlanden und erstmals mit 16 Mannschaften statt. Belgien wurde für die Qualifikation in die Gruppe mit England gelost und traf erstmals auf die Mannschaften von Bosnien und Herzegowina, Serbien sowie Estland. Belgien begann die Qualifikation mit einem 6:0-Sieg gegen Bosnien und Herzegowina, wobei Aline Zeler mit ihrem 25. Länderspieltor den Rekord von Femke Maes einstellte. Gegen denselben Gegner wurde das zweite Spiel mit 5:0 gewonnen. Nach einem 1:1 im Heimspiel gegen Serbien nahm die Mannschaft erstmals am Algarve-Cup teil, wo sie Fünfte wurde und im Spiel um den fünften Platz Russland mit 5:0 bezwangen. Dabei wurde dann Tessa Wullaert mit ihrem 26. Länderspieltor Rekordtorschützin. Danach wurde in England ein 1:1 erreicht. Nach drei weiteren Siegen hatte die Belgierinnen noch die Chance im letzten Spiel, dem Heimspiel gegen England Gruppensieger zu werden, verloren aber mit 0:2. Schon vorher waren sie als zumindest Gruppenzweite für die Endrunde qualifiziert.
Für die Auslosung der Endrundengruppen am 8. November 2016 wurden die Belgierinnen Topf 4 zugeordnet und der Gruppe A mit Gastgeber Niederlande, Dänemark und Norwegen zugelost. Die Belgierinnen starteten mit einer 0:1-Niederlage gegen die Däninnen, wobei das Gegentor in der nervös geführten Anfangsphase fiel. In der zweiten Halbzeit drängten sie vergeblich auf den Ausgleich. Besser lief es im zweiten Spiel den Finalisten der letzten EM. Nach einer torlosen ersten Halbzeit erzielte Elke Van Gorp in der 59. Minute das erste EM-Tor für die Belgierinnen. Acht Minuten später erhöhte Janice Cayman auf 2:0, dem die Norwegerinnen nichts entgegensetzen konnten. Damit hatten sie noch die Chance durch einen Sieg gegen die Gastgeberinnen die K.-o.-Runde zu erreichen, verloren aber mit 1:2. Damit war die erste EM-Endrunde für die Belgierinnen nach drei Spielen beendet.

### EM 2022 in England
2021 sollte die Endrunde zum zweiten Mal in England stattfinden. Aufgrund der COVID-19-Pandemie wurde die EM der Männer, die 2020 stattfinden sollte, um ein Jahr verschoben und deshalb auch die EM der Frauen, so dass diese nun 2022 stattfinden soll. Gegner in der Qualifikation waren erstmals Kroatien und Litauen sowie die Schweiz (Gegner in den Qualifikationen für die EM 1993 und 2009, sowie den Qualifikations-Play-offs für die WM 2019) und Rumänien (Gegner in den Qualifikationen für die WM 2019). Von den Gegnern konnte sich zuvor nur die Schweiz für eine EM-Endrunde (2017) qualifizieren, als sich auch die Belgierinnen erstmals qualifizieren konnten. Die belgische Mannschaft startete mit fünf Siegen und hatte damit schon mindestens Platz 2 sicher. Sie verloren dann zwar das erste Spiel um den Gruppensieg in der Schweiz, konnten aber nach einem 9:0 in Litauen, einem ihrer höchsten Auswärtssiege, das Rückspiel gegen die Schweiz mit 4:0 gewinnen und sich damit als Gruppensieger für die Endrunde qualifizieren. Bei der Auslosung am 18. Oktober 2021 wurde Belgien in die Gruppe mit Frankreich, Italien und Island gelost. Die Belgier kamen wie Italien zu einem Remis gegen Island und verloren wie die Italiener gegen Frankreich, allerdings nur 1:2, wogegen Italien mit 1:5 verlor. So kam es im letzten Gruppenspiel zwischen beiden zum Duell um Platz 2, wobei den Belgierinnen ein Remis genügte sofern auch Island im Parallelspiel gegen Frankreich verlor. Zwar gelang den Isländerinnen, die in der ersten Minute in Rückstand geraten waren, in der Nachspielzeit durch einen verwandelten Elfmeter nach VAR-Entscheid der Ausgleich, die Belgierinnen lagen da aber schon mit durch ein von Tine De Caigny geschossenes Tor mit 1:0 in Führung, die sie dann bis zum Ende verteidigten und damit Platz 2 sicherten. Im Viertelfinale trafen sie auf die Schwedinnen, gegen die sie durch ein Tor in der Nachspielzeit mit 0:1 verloren.

### EM 2025 in der Schweiz
Die Qualifikation lief erstmals unter einem anderen Modus. Analog der UEFA Women’s Nations League wurde in drei Ligen gespielt, wobei sich die Gruppensieger und -zweiten der Liga A direkt für die Endrunde qualifizierten. Die Gruppendritten und -vierten hatten dann noch die Chance sich über Play-offs für die Endrunde zu qualifizieren. Die belgischen Frauen trafen in Liga A2 auf Weltmeister Spanien, Dänemark und Tschechien. Als Gruppendritte trafen die Belgierinnen im Play-off-Halbfinale auf Griechenland. Nach einem torlosen Remis in Iraklio wurde das Rückspiel mit 5:0 gewonnen. Im Play-off-Finale trafen sie in Antalya auf die Ukraine und 2:0 und sicherten sich durch ein 2:1 im Rückspiel das EM-Ticket.
Nach einer 0:1-Niederlage gegen Italien und einem 2:6 gegen Weltmeister Spanien stand schon vor dem letzten Gruppenspiel das Vorrundenaus fest. Mit einem 2:1-Sieg gegen Portugal verabschiedeten sich die Belgierinnen von der EM.

## Statistiken

### Spielerinnen mit den meisten Einsätzen bei Europameisterschaften
| Spiele | Spieler               | Jahr (Spiele)                |
| ------ | --------------------- | ---------------------------- |
| 10     | Janice Cayman         | 2017 (3), 2022 (4), 2025 (3) |
|        | Tessa Wullaert        | 2017 (3), 2022 (4), 2025 (3) |
| 8      | Tine De Caigny        | 2017 (3), 2022 (4), 2025 (1) |
|        | Laura Deloose         | 2017 (2), 2022 (3), 2025 (3) |
|        | Davina Philtjens      | 2017 (3), 2022 (4), 2025 (1) |
| 7      | Elena Dhont           | 2022 (4), 2025 (3)           |
|        | Sari Kees             | 2022 (4), 2025 (3)           |
|        | Justine Vanhaevermaet | 2022 (4), 2025 (3)           |
| 6      | Julie Biesmans        | 2017 (2), 2022 (4)           |
| 5      | Hannah Eurlings       | 2022 (3), 2025 (2)           |
| 4      | Nicky Evrard          | 2022 (4)                     |
|        | Amber Tysiak          | 2022 (1), 2025 (3)           |

Stand: 11. Juli 2025 (Spielerinnen, die 2025 teilnahmen sind fett gedruckt)

### Spielerinnen mit den meisten Toren bei Europameisterschaften
| Tore | Spieler               | Jahr (Tore)                  |
| ---- | --------------------- | ---------------------------- |
| 3    | Janice Cayman         | 2017 (1), 2022 (1), 2025 (1) |
| 2    | Justine Vanhaevermaet | 2022 (1), 2025 (1)           |
|      | Tessa Wullaert        | 2017 (1), 2025 (1)           |
| 1    | Tine De Caigny        | 2022 (1)                     |
|      | Hannah Eurlings       | 2025 (1)                     |
|      | Elke Van Gorp         | 2017 (1)                     |

Stand: 11. Juli 2025

## Endrunden-Spiele
| Nr. | Datum      | Ergebnis | Gegner      | Austragungsort   | Anlass        | Bemerkung                              |
| --- | ---------- | -------- | ----------- | ---------------- | ------------- | -------------------------------------- |
| 1   | 16.07.2017 | 0:1      | Dänemark    | Doetinchem (NLD) | Vorrunde      |                                        |
| 2   | 20.07.2017 | 2:0      | Norwegen    | Breda (NLD)      | Vorrunde      | Erster Pflichtspielsieg gegen Norwegen |
| 3   | 24.07.2017 | 1:2      | Niederlande | Tilburg (NLD)    | Vorrunde      |                                        |
| 4   | 10.07.2022 | 1:1      | Island      | Manchester (ENG) | Vorrunde      |                                        |
| 5   | 14.07.2022 | 1:2      | Frankreich  | Rotherham (ENG)  | Vorrunde      |                                        |
| 6   | 18.07.2022 | 1:0      | Italien     | Manchester (ENG) | Vorrunde      |                                        |
| 7   | 22.07.2022 | 0:1      | Schweden    | Leigh (ENG)      | Viertelfinale |                                        |
| 8   | 03.07.2025 | 0:1      | Italien     | Sion (CHE)       | Vorrunde      |                                        |
| 9   | 07.07.2025 | 2:6      | Spanien     | Thun (CHE)       | Vorrunde      |                                        |
| 10  | 11.07.2025 | 2:1      | Portugal    | Sion (CHE)       | Vorrunde      |                                        |